# Kate (film)
Kate is een Amerikaanse actie-thriller uit 2021, geregisseerd door Cedric Nicolas-Troyan.

## Verhaal
Kate is een huurmoordenaar die van jongs af aan voor Varrick heeft gewerkt. Voor haar laatste opdracht voordat ze met pensioen gaat, moet Kate een einde maken aan de Kijima-familie, het hoofd van een van de Japanse Yakuza-clans. In Osaka vermoordt Kate de broer van Kijima. Ze schiet hem neer voor de ogen van zijn dochter Ani. Tien maanden later is Kate in Tokio en haar laatste missie is om Kijima te vermoorden. Voordat ze hem kan doden, wordt Kate vergiftigd met polonium-204 en lijdt ze aan het acute stralingssyndroom. De dokter zegt dat ze nog minder dan 24 uur te leven heeft. Gedurende deze tijd moet ze erachter komen wie haar heeft vergiftigd en hen vermoorden. Kate vindt Ani, het nichtje van Kijima en besluit haar te gebruiken om bij haar oom te komen.

## Rolverdeling
| Acteur                  | Personage |
| ----------------------- | --------- |
| Mary Elizabeth Winstead | Kate      |
| Miku Martineau          | Ani       |
| Woody Harrelson         | Varrick   |
| Tadanobu Asano          | Renji     |
| Jun Kunimura            | Kijima    |
| Michiel Huisman         | Stephen   |
| Miyavi                  | Jojima    |

## Productie
In oktober 2017 verwierf Netflix het script van Umair Aleem, met een productietoezegging van $ 25 miljoen.  In april 2019 werd Mary Elizabeth Winstead gecast voor de hoofdrol in de film. In juli 2019 voegde Woody Harrelson zich bij de cast. De opnames begonnen op 16 september 2019 en eindigden op 29 november 2019. De opnames vonden onder meer plaats in Thailand, Tokio en Los Angeles.
In november 2019 werd bekend dat de Japanse rockband Band-Maid in de film zou verschijnen.

## Release
De film ging in première op 10 september 2021 via de streamingdienst van Netflix.

## Ontvangst
De film ontving gemengde recensies van critici. Op Rotten Tomatoes heeft Kate een waarde van 44% en een gemiddelde score van 5,20/10, gebaseerd op 88 recensies. Op Metacritic heeft de film een gemiddelde score van 47/100, gebaseerd op 22 recensies.